# Carlo Centurione Scotto (ingegnere)
Carlo Giulio Domenico Vincenzo Stefano Enrico Aurelio Centurione Scotto, Marchese, Nobile dei principi del Sacro Romano Impero, Patrizio Genovese, Conte Palatino (Torino, 19 luglio 1862 – Roma, 23 luglio 1937) è stato un ingegnere e politico italiano.

## Biografia
Discendente dal ramo Scotto dei Centurione di Genova, originato nel 1453 dal capostipite Lodisio, figlio di Barnaba Scotto e Isabella Centurione, la sua famiglia si fregia del titolo marchionale dal seicento, quando un tal Luigi acquista i possedimenti familiari in Val Trebbia dai Malaspina, e del titolo Palatino e dei principi del Sacro Romano Impero dal suo secondogenito Luigi.
Laureato in ingegneria civile a Torino ed elettrotecnica a Liegi ha esercitato la professione per venticinque anni in un proprio studio tecnico ed è stato uno dei pionieri dell'industria elettrica italiana, lavorando ai primi trasporti di energia. Volontario nella prima guerra mondiale nonostante l'età, tenente del genio decorato con la croce di guerra, aderisce al movimento nazionalista e si iscrive al Fasci italiani di combattimento nel giorno stesso della fondazione (23 marzo 1919). Dopo la presa di potere si dedica alla promozione dell'agricoltura nelle sue terre, fino ad allora poco o nulla sfruttate. In ossequio alle direttive di Mussolini promuove una vasta opera di bonifica che gli vale una stella al merito rurale. Nominato senatore a vita nel 1934 nella categoria 21 (Le persone che da tre anni pagano tremila lire d'imposizione diretta in ragione dei loro beni o della loro industria).
Con Giovanni Merloni "ed altri pochi sono contrari alla conduzione della politica libica senza controlli da parte del Parlamento".